# Klepht
Klepht ist eine Rock/Pop-Band aus Portugal.

## Geschichte
Die Band wurde im Jahr 2001 gegründet. Ihren Namen entlehnten sie den Kleften, den griechischen Unabhängigkeitshelden gegen die Osmanen.
2008 veröffentlichten sie ihr erstes Album. 2010 steuerten sie das Lied Embora doa (dt.: Tue es auch weh) zur Telenovela Lua Vermelha (dt.: Roter Mond) des Fernsehsenders SIC bei.
Ihr Album Hipocondria, das sie 2010 in der Casa da Música in Porto vorstellten, erreichte den fünften Platz der portugiesischen Verkaufscharts.
Klepht wurden für die im November 2012 in Frankfurt am Main stattfindenden MTV Europe Music Awards 2012 als Best portuguese act nominiert.

## Diskografie
Alben
- 2008: Klepht
- 2010: Hipocondria